# Martin Whitmarsh
Martin Whitmarsh (29 aprile 1958) è un imprenditore e dirigente sportivo inglese, amministratore delegato di Aston Martin.
È stato amministratore delegato della McLaren Racing, un sottogruppo della McLaren, e direttore operativo dello stesso gruppo, nonché quello di team principal della McLaren Mercedes, succedendo a Ron Dennis dopo il ritiro di quest'ultimo, avvenuto il 1º marzo 2009. Whitmarsh è stato anche il presidente della FOTA.

## Carriera
Si è laureato al Politecnico di Portsmouth (ora Università di Portsmouth) in ingegneria meccanica nel 1980. Ha cominciato a lavorare presso la British Aerospace come ingegnere strutturale al suo impianto di Hamble-le-Rice. Dopo essere stato promosso ad un livello avanzato di ricerca e sviluppo è stato trasferito di ricerca di Weybridge. Prima di entrare in Formula 1 fu ulteriormente promosso al rango di Direttore di Produzione e fu messo a capo delle cellule di produzione del Hawk e dell'Harrier II.
Dopo 8 anni in McLaren come direttore operativo, nel 1997 fu promosso a direttore amministrativo del team. Il suo lavoro con i fornitori, gli sponsor ed il marketing, aiutò Ron Dennis a dedicarsi maggiormente ad altri aspetti del gruppo McLaren. Nel 2004 fu di nuovo promosso, questa volta al ruolo di amministratore delegato della scuderia inglese.
Il 1º marzo 2009, Ron Dennis decide di dimettersi dal ruolo di team principal della scuderia per entrare in un ruolo di ancora maggior rilievo presso la McLaren Automotive. Così Whitmarsh diventa il nuovo team principal del team. La stagione 2009 non comincia nel migliore dei modi. Con una monoposto poco competitiva, la McLaren riesce comunque a battere la rivale di sempre Ferrari nella battaglia per il terzo posto del Campionato costruttori di un solo punto, in una stagione dominata dalla Brawn GP e dalla Red Bull.
Nel marzo 2010, Whitmarsh è stato nominato presidente della FOTA, succedendo a Luca Cordero di Montezemolo, fondatore dell'organizzazione.
Nel 2014, Whitmarsh lascia la McLaren, dopo 24 anni. Ron Dennis, precedentemente, era stato in conflitto con Whitmarsh per due anni e aveva cercato di rimuovere il suo ex protetto dalla sua posizione in diverse occasioni precedenti.
Dopo aver lasciato la F1, Whitmarsh è diventato amministratore delegato di Bar (Ben Ainslie Racing), team dell'America's Cup. Ha lasciato quel ruolo nel novembre 2017, passando a una posizione consultiva. È anche nel comitato consultivo globale della Formula E, la serie di monoposto completamente elettrica della FIA. Nel dicembre 2017, l'organo di governo della Formula 1, la FIA, ha annunciato che Whitmarsh era stato invitato ad agire come consulente per tagliare i costi e aiutare a definire "norme per una concorrenza leale e sostenibile". Fa anche parte della Commissione Hamilton, creata da Lewis Hamilton nel 2020 per avvicinare i giovani di colore all’ingegneria e al mondo del motorsport.
Nel settembre 2021 diventa amministratore delegato di Aston Martin Performance Technologies, assumendo la carica dal 1º ottobre 2021.